# Романовка (Коломенский район)
Рома́новка — деревня в Коломенском районе Московской области в составе Биорковского сельского поселения. Население — 3 чел. (2010). Фактически деревня представляет собой большой дачный посёлок практически, сросшийся с такими же соседними сёлами и СНТ. Ближайшие сёла: посёлок Лесной, фактически примыкающий на юго-востоке, там же ближайшая железнодорожная станция  — платформа 18 км Озёрской ветки Рязанского направления Московской железной дороги — в 0,8 км; деревни Дворики в 1 км на север и Городки — 900 м на юго-запад.
Расстояние до Коломны — около 12 км на северо-восток. Высота над уровнем моря 176 м.

## Население
| 2002 | 2006 | 2010 |
| ---- | ---- | ---- |
| 4    | ↗5   | ↘3   |